# Basbiti
Basbiti (en népalais : बसबिटी) est un comité de développement villageois du Népal situé dans le district de Saptari. Au recensement de 2011, il comptait 3 666 habitants.